# Hipótese de alavancagem de proteína
A hipótese da alavancagem de proteína afirma que os seres humanos priorizam o consumo de proteínas nos alimentos em detrimento de outros componentes da dieta e comem até que as necessidades proteicas tenham sido atendidas, independentemente do conteúdo energético, levando assim ao consumo excessivo de alimentos quando seu conteúdo proteico for baixo.
Esta hipótese foi apresentada como uma explicação em potencial para a epidemia de obesidade . Testes empíricos forneceram algumas evidências que confirmam a hipótese, com um estudo indicando que esta poderia ser uma ligação entre alimentos ultraprocessados e a prevalência da obesidade no mundo desenvolvido.
Na década de 1980, David Raubenheimer e Stephen Simpson, pesquisadores da Universidade de Sydney, começaram a estudar o apetite e a ingestão alimentar em gafanhotos. Ao estudar as respostas a dietas artificiais com diferentes composições de proteínas e carboidratos, desenvolveram a hipótese de alavancagem de proteína. Seus experimentos mostraram que aqueles que não ingerem proteína suficiente em sua dieta continuam com fome, mesmo quando sua ingestão calórica geral for alta. "Iscas proteicas", como alimentos salgados ultraprocessados que contêm pouca proteína (como salgadinhos, por exemplo), provavelmente serão atraentes e resultarão em excessos. O hormônio FGF21, que é liberado pelo fígado, pode impulsionar o comportamento de busca por alimentos saborosos em condições de baixa ingestão de proteínas. No entanto, dietas extremamente ricas em proteínas também podem ter desvantagens. Em 2020, Simpson e Raubenheimer publicaram o popular livro científico Eat Like the Animals: What Nature Teaches Us about the Science of Healthy Eating, que detalha seus experimentos. Para uma saúde duradoura, eles recomendam uma dieta balanceada com mais fibras e menos gorduras e carboidratos, ao invés de uma dieta extremamente rica em proteínas.
Em 1995, a pesquisadora australiana Susanna Holt desenvolveu o conceito de valor de saciedade, uma medida de quanto um determinado alimento tem a probabilidade de satisfazer a fome de alguém. Descobriu que alimentos ricos em proteínas apresentam valores altos de saciedade, embora sejam superados por batatas e aveia (que têm baixo índice glicêmico). As frutas têm classificação semelhante aos alimentos ricos em proteínas (provavelmente devido ao seu alto nível de fibra alimentar).